# Baja California (situri arheologice)

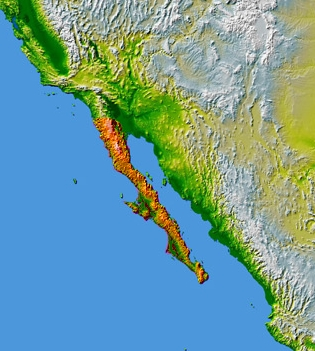
Imagine din satelit a peninsulei Baja California mexicană.

Baja California regrupează numeroase situri arheologice și preistorice care se situează în peninsula Baja California, situată în Mexic.